# Liste der Baudenkmale in Shannon
Die Liste der Baudenkmale in Shannon umfasst alle vom New Zealand Historic Places Trust (NZHPT) als „Historic Place“ oder „Historic Area“ eingestuften Baudenkmale und Flächendenkmale der neuseeländischen Ortschaft Shannon. Die Angaben stammen aus dem Register des NZHPT. Die Bezeichnungen der Baudenkmale orientieren sich an diesem Register. In die Liste werden auch bekannte Wahi Tapu (Area), kulturell und religiös bedeutsame Stätten und Gebiete der Māori, aufgenommen. Sie werden jedoch meist nicht publiziert.

| Bild           | Bezeichnung                        | Ort     | Anschrift                | Beschreibung                                                       | Bauzeit | Eintrag            | Nummer | Kat. |
| -------------- | ---------------------------------- | ------- | ------------------------ | ------------------------------------------------------------------ | ------- | ------------------ | ------ | ---- |
| weitere Bilder | Shannon Railway Station            | Shannon | Plimmer Terrace Karte    | Bahnhof                                                            | 1893    | 25. September 1986 | 4703   | 1    |
| Albion Hotel   | Albion Hotel                       | Shannon | 2 Grey Street Karte      | Hotel                                                              | n.a.    | 5. September 1985  | 4047   | 2    |
| weitere Bilder | Bank of New Zealand                | Shannon | 76 Plimmer Terrace Karte | Bankfiliale                                                        | n.a.    | 5. September 1985  | 4048   | 2    |
| weitere Bilder | Club Hotel Stables                 | Shannon | 2 Ballance Street Karte  | Stall                                                              | n.a.    | 5. September 1985  | 4050   | 2    |
| weitere Bilder | House                              | Shannon | 55 Bryce Street Karte    | Wohnhaus                                                           | n.a.    | 5. September 1985  | 4052   | 2    |
| weitere Bilder | House                              | Shannon | 57 Bryce Street Karte    | Wohnhaus                                                           | n.a.    | 5. September 1985  | 4053   | 2    |
| weitere Bilder | House                              | Shannon | 17 Nathan Terrace Karte  | Wohnhaus                                                           | n.a.    | 5. September 1985  | 4054   | 2    |
| weitere Bilder | House                              | Shannon | 56 Stout Street Karte    | Wohnhaus                                                           | n.a.    | 5. September 1985  | 4061   | 2    |
| weitere Bilder | House                              | Shannon | 64 Stout Street Karte    | Wohnhaus                                                           | n.a.    | 5. September 1985  | 4062   | 2    |
| weitere Bilder | Percy Nation Memorial              | Shannon | Plimmer Terrace Karte    | Denkmal für Percy Nation, den Sohn eines lokalen Zeitungsverlegers | n.a.    | 5. September 1985  | 4067   | 2    |
| weitere Bilder | Post Office (Former)               | Shannon | 2-4 Stout Street Karte   | Postamt, ehemaliges                                                | 1911    | 2. Juli 1982       | 4068   | 2    |
| weitere Bilder | Venerable Bede Church (Anglican)   | Shannon | 34 Stout Street Karte    | Kirche, anglikanische (siehe auch Eintrag 4073)                    | 1898    | 5. September 1985  | 4072   | 2    |
| weitere Bilder | Venerable Bede Church Hall         | Shannon | 32 Stout Street Karte    | Gemeindesaal einer anglikanischen Kirche (siehe auch Eintrag 4072) | n.a.    | 5. September 1985  | 4073   | 2    |
| weitere Bilder | World War One and Two War Memorial | Shannon | Plimmer Terrace Karte    | Denkmal für den Ersten und Zweiten Weltkrieg                       | n.a.    | 2. Juli 1987       | 4074   | 2    |